# Chlorops lucens
Chlorops lucens är en tvåvingeart som beskrevs av Becker 1910. Chlorops lucens ingår i släktet Chlorops och familjen fritflugor. Inga underarter finns listade i Catalogue of Life.